# Moodnodes
Moodnodes é um gênero de mariposa pertencente à família Crambidae.